# Azotobacter chroococcum
Azotobacter chroococcum (лат.) — типовой вид бактерий рода азотобактер, первый известный вид азотфиксирующих бактерий. Открыт в 1901 году известным немецким микробиологом Мартином Бейеринком.

## Описание
A. chroococcum — микроаэрофильная (обитающая в условиях с повышенным содержанием углекислого газа) бактерия, способная фиксировать азот в аэробных условиях. Для обитания в подходящих условиях, она производит три фермента (каталазу, пероксидазу и супероксиддисмутазу), чтобы «нейтрализовать» активные формы кислорода. Также, во время фиксации азота, образуется темно-коричневый, водорастворимый пигмент меланин, который, как полагают ученые, защищает систему фермента нитрогеназы от воздействия кислорода.

## Использование
Были проведены исследования по потенциальному применению A. chroococcum в целях растениеводства, которые показывают значительное увеличение роста и развития сельскохозяйственных культур, связанное с секрецией ауксинов, цитокининов и ГА-подобных веществ бактериями в окружающую среду.